# Nguyễn Văn Quỳ
Nguyễn Văn Quỳ (2 tháng 1 năm 1925 – 27 tháng 1 năm 2022) là một nhà soạn nhạc và nhạc sĩ người Việt Nam. Nguyễn Văn Quỳ chuyên sáng tác các thể loại như nhạc đỏ, nhạc thiếu nhi, dạ khúc, sonata. Trong các tác phẩm của ông có 9 bản sonata mà ông sáng tác cho vĩ cầm và dương cầm đã gây được ấn tượng mạnh với các nhà nghiên cứu âm nhạc, nhạc sĩ và thính giả Việt Nam. Ông được tặng Giải thưởng Nhà nước về Văn học Nghệ thuật năm 2017.

## Những năm đầu
Nguyễn Văn Quỳ (tên thánh là Phaolô) sinh ngày 2 tháng 1 năm 1925. Ông lớn lên trong trong một căn nhà tại phố Phủ Doãn thuộc phường Hàng Trống, quận Hoàn Kiếm, Hà Nội. Cha của ông đã đưa Nguyễn Văn Quỳ theo học trường dòng Ecole Puginier (nay là trường Việt Đức). Cũng trong thời gian này, ông được tham gia ban đồng ca hợp xướng của nhà thờ.
Khi lên 5 tuổi thì mẹ của Nguyễn Văn Quỳ mất, 13 tuổi thì cha cũng qua đời, ông phải sống cùng mẹ kế. Với số tiền người cha quá cố để lại, ông theo học đến khi đỗ bằng Cao đẳng Tiểu học thì thôi học. Khi theo học Trung cấp ở Trường Thăng Long, ông có thêm những người bạn sau là cán bộ cấp cao của Nhà nước như: Vũ Đại, Dương Thông.
Người thầy đầu tiên dạy ông vĩ cầm cho ông là nghệ sĩ Văn Minh. Văn Minh cũng là người truyền cảm hứng và niềm đam mê âm nhạc cho Nguyễn Văn Quỳ. Sau đó, Nguyễn Văn Quỳ cũng trở thành học trò và làm nhạc công vĩ cầm cho dàn nhạc dây của Phan Đăng Hinh. Tuy nhiên, vì quá nghèo, ông cho rằng mình không thể học vĩ cầm lâu dài nên đã học guitar với Nguyễn Thiện Tơ.

## Sự nghiệp
Năm 1941, ông đã hoạt động như một người phát tán truyền đơn, bản tin, báo, bán các bài hát "Đoàn quân Việt Minh đi" để kiếm tiền gây quỹ cho phong trào thanh niên cách mạng thành Hoàng Diệu. Ông cùng ban nhạc của mình gồm Lê Yên, Lê Lôi, Hoàng Thái, Lương Ngọc Trác sang Côn Minh, Trung Quốc để biểu diễn trong phòng trà theo hợp đồng. Sau khi nhóm nhạc tan rã, ông gia nhập đoàn Văn hóa kháng chiến Khu 4. Ở Hà Nội, ông liên lạc với cán bộ và tham gia hoạt động trong tổ chức Thanh niên Cứu quốc nội thành. Trong thời kỳ này, Nguyễn Văn Quỳ đã tự học kiến thức âm nhạc và tự gửi thư học hàm thụ âm nhạc hệ cao đẳng Hòa âm tại Trường Tổng hợp hàm thụ của Paris. Nhờ nắm chắc được kiến thức hòa âm và phức điệu, ông đã có ý thức cấu trúc và phát triển âm nhạc trong sáng tác ca khúc. Nguyễn Văn Quỳ tốt nghiệp hòa âm hệ cao đẳng hàm thụ tại Paris (Pháp) năm 1954.
Trong một buổi chiều Hà Nội bị tạm chiến, ông đã sáng tác một Nocturne mang tên "dạ khúc". Tác phẩm ngay lập tức được ấn hành ở nhà xuất bản Á Châu. Sau "dạ khúc", Nguyễn Văn Quỳ tiếp tục sáng tác các ca khúc như "chiều xa vắng", "chiều cô thôn", "bóng chiều". Bài "bóng chiều" ban đầu được sáng tác dưới tựa đề "vang bóng chiều xưa". Tuy nhiên ca khúc đã không được cơ quan kiểm duyệt cho phép xuất bản nên ông phải đổi lời ca cũng như tựa đề thành "bóng chiều".
Ngày Giải phóng Hà Nội, Nguyễn Văn Quỳ đã mang đàn guitar đi đầu đoàn thanh niên sinh viên Hà Nội đón bộ đội về giải phóng thủ đô. Hình ảnh đó đã được lưu lại trong tấm ảnh của nhà nhiếp ảnh Nguyễn Văn Kiên và lọt vào ống kính của đạo diễn điện ảnh người Nga Roman Carmen trong bộ phim tài liệu "Việt Nam trên đường thắng lợi". Nhân dịp này, ông đã sáng tác ca khúc "Hà Nội giải phóng", "Hoan hô quân đội giải phóng Thủ đô" với bút danh Đỗ Quyên và được in ở bìa báo Tiền phong đặc biệt ấn hành bí mật tại Hà Nội. Ca khúc "Ngọc triều lên" của ông đã được lựa chọn để trình diễn trong dịp Đại hội liên hoan Văn Công toàn quốc năm 1954.  Các tác phẩm khác như "Đế quốc Mỹ cút đi", "Thanh niên trên công trường", "Tiếng hát bên nôi" đều được ấn hành bởi nhà xuất bản Xây dựng (nay là Cục xuất bản In và phát hành). Nguyễn Văn Quỳ còn sáng tác một số ca khúc thiếu nhi như "Lá cờ Việt Nam", "Bầu trời xanh xanh",... Ngoài sáng tác âm nhạc, Nguyễn Văn Quỳ cũng sáng tác thơ với bài "Thiên nhiên" viết bằng tiếng Pháp.
Ở độ tuổi 40, Nguyễn Văn Quỳ bắt đầu tìm đến sáng tác khí nhạc. Ông đã chọn thể loại sonata viết cho vĩ cầm và có phần đệm của dương cầm. Nguyễn Văn Quỳ sáng tác tất cả 9 ca khúc và 9 bản sonata dành cho vĩ cầm và dương cầm trong khoảng từ năm 1964 đến năm 2003. Bản đầu tiên ông hoàn thành năm 1964, sau đó được đưa vào giáo trình dạy nhạc của Học viện âm nhạc Quốc gia Việt Nam. Bản Sonata số 4 được UNICEF tại Việt Nam đề nghị tặng cho Hội Bảo vệ quyền trẻ em của Liên hợp quốc. Bản số 9 ông sáng tác năm 2003 để dành tặng nữ nghệ sĩ vĩ cầm Isabella Durin của dàn nhạc giao hưởng quốc gia Ile de France trong lần thứ 2 cô đến Việt Nam biểu diễn chính những tác phẩm của ông.
Ngoài việc là hội viên sáng lập Hội Nhạc sĩ Việt Nam, ông cũng là nhạc sĩ Việt Nam đầu tiên được tham gia Hội Bảo vệ Quyền Tác giả Quốc tế (SACEM). Tuy nhiên, trước khi ký bản giao kèo, ông đã cho mọi công dân Việt Nam sử dụng mọi tác phẩm của ông mà không cần trả tác quyền cho SACEM: "Nếu Người Việt Nam sử dụng các tác phẩm này thì không phải trả phí tác quyền".
Ngày 11 tháng 10 năm 2019, đêm nhạc kỷ niệm 10 năm Nguyễn Văn Quỳ được trao giải thưởng văn hóa di sản Patrimoenia 2009 đã diễn ra tại Maison du General G.H. Dufour, Geneva (Thụy Sĩ) với sự tham gia của nghệ sĩ dương cầm Marie-Anouch Sarkissain và nghệ si vĩ cầm Ken Lila Ashanti.

### Giảng dạy
Nguyễn Văn Quỳ cũng đào tạo các giáo viên âm nhạc cho nhiều trường ở Hà Nội, ông còn là người có sáng kiến thành lập khoa âm nhạc cho cao đẳng Sư phạm Hà Nội và giảng dạy ở trường này từ năm 1956 đến năm 1978. Ông cũng từng có nhiều năm giảng dạy âm nhạc tại Trường Chu Văn An. Trong khoảng thời gian gia nhập đoàn Văn hóa kháng chiến Khu 4, ông cũng tham gia giảng dạy âm nhạc ở chi hội Văn nghệ Liên Khu 3 dưới sự chỉ đạo của nhạc sĩ Tử Phác.

## Nhận định
Sự thành công trong sáng tác của ông được cho là đến từ việc thể hiện những chủ đề âm nhạc tương phản. Các tác phẩm của ông nhìn chung được chứa đựng triết lý của cuộc sống, điều này được xem là điểm khác biệt trong âm nhạc Nguyễn Văn Quỳ với các bản nhạc cổ điển trên thế giới. Với những đóng góp cho âm nhạc của  Việt Nam, ông được gọi là "Beethoven Việt Nam". Nguyễn Văn Quỳ còn được đặt biệt danh là "Ông Quỳ Xô nát" hay "Ông vua Sonata Việt Nam". Tuy vậy, việc ông sáng tác sonata cũng bị xem là không hợp thời trong bối cảnh sonata là dòng nhạc cao cấp ở Việt Nam thời bấy giờ.
Ở Việt Nam, tên tuổi của ông ít gây dựng được tiếng vang. Tuy nhiên ở Đức và Pháp, ông lại gây được sự chú ý nhất định. Nguyễn Văn Quỳ đã ba lần được các đồng nghiệp ở Pháp mời sang thăm và giao lưu. Các bản sonata của ông cũng được các nhạc sĩ, nhà nghiên cứu âm nhạc, khán thính giả nước ngoài ghi nhận là "độc đáo và sáng tạo". Ông nói rằng Beethoven là thần tượng của mình vì cho rằng bản thân đã học được gần như tất cả mọi thứ từ Beethoven. Nhà soạn nhạc người Đức đã truyền cảm hứng cho ông sáng tác những bản sonata của riêng mình.
Trong nhiều năm sáng tác âm nhạc, những tác phẩm của ông được đánh giá chung là chứa đựng triết lý của cuộc sống, thể hiện một mạch cảm xúc "mãnh liệt", tuy được viết theo cấu trúc âm nhạc Tây phương nhưng lại thể hiện một chất nhạc của Việt Nam, điều này được xem là điểm khác biệt trong âm nhạc Nguyễn Văn Quỳ với các bản nhạc cổ điển trên thế giới. Sự thành công trong sáng tác của ông được cho là đến từ việc thể hiện những chủ đề âm nhạc tương phản. Tuy không được đào tạo một cách bài bản, chính quy và không có điều kiện tốt để sáng tác một cách chuyên nghiệp, Nguyễn Văn Quỳ vẫn luôn có lý tưởng những tác phẩm do ông sáng tác được đến với công chúng tốt hơn. Những sáng tác âm nhạc của ông còn được đánh giá là "như thơ", có thể thuộc về mọi thời đại. Mặt khác, việc ông sáng tác sonata cũng bị cho là không hợp thời khi cái tên "Ông Quỳ xô nát" thể hiện sự diễu cợt một việc làm "không tưởng" trong bối cảnh sonata được xem là dòng nhạc cao cấp ở Việt Nam thời bấy giờ.
Nghệ sĩ vĩ cầm Isabelle Durin cho rằng âm nhạc của Nguyễn Văn Quỳ được sáng tác từ những năm cuối thế kỷ XX nhưng lại theo trường phái ấn tượng vốn thịnh hành ở châu Âu từ đầu thế kỷ XX. Tờ Le Courrier Du Viet Nam đã đăng câu nói của nghệ sĩ vĩ cầm Isabelle Durin rằng "Những tác phẩm của Nguyễn Văn Quỳ làm tôi xúc động bởi phong cách riêng biệt của ông. Những tác phẩm này đã đề cao vị thế dân tộc của nhà soạn nhạc và mở ra một chân trời âm nhạc mới để nói với toàn thể nhân loại". Bà B. Fournier, chủ tịch của nhiều kỳ thi âm nhạc quốc tế tại châu Âu đã nhận định Nguyễn Văn Quỳ: "Anh đã tạo ra được một ngôn ngữ âm nhạc mới, nhưng quá khó với quá nhiều biến âm".

## Qua đời
Những năm cuối đời, Nguyễn Văn Quỳ sống bằng lương hưu của một nhà giáo và số tiền kiếm được từ việc sáng tác âm nhạc. Ông sống tại một ngôi nhà ở phố Nguyễn Quang Bích (Hà Nội). Nguyễn Văn Quỳ qua đời tại Hà Nội ngày 27 tháng 1 năm 2022 ở tuổi 97.

## Tác phẩm chính
- 9 bản sonata cho vĩ cầm và dương cầm
- "Gửi tới Lê-nin"
- "Ánh sáng Lê-nin"
- "Dạ khúc"
- "Ý nhạc chơi vơi"
- "Cánh chim chiều"
- "Mây trôi"
- "Đôi bờ"
- "Chiều xa vắng"
- "Chiều cô thôn"
- "Bóng chiều"
- "Đế quốc Mỹ cút đi"
- "Thanh niên trên công trường"
- "Tiếng hát bên nôi"
- "Lá cờ Việt Nam"
- "Bầu trời xanh xanh"
- "Hà Nội giải phóng"
- "Bác Hồ vầng dương của chúng ta"
- "Yêu người bao nhiêu, yêu nghề bấy nhiêu"

## Giải thưởng
- Giải nhì (không có giải nhất) của Hội Nhạc sĩ Việt Nam cho bản Sonata số 4 và bản Sonata số 8.
- Giải thưởng văn hóa di sản Patrimoenia 2009 của Thụy Sĩ.[28][29]
- Huy chương Vì sự nghiệp giáo dục, Huy chương Vì sự nghiệp âm nhạc...[23]

## Vinh danh
- Năm 2017, ông được tặng Giải thưởng Nhà nước về Văn học Nghệ thuật với các tác phẩm: khí nhạc Sonate cho violon và piano số 4, 5, 6, 7, 8; các ca khúc: Bác Hồ vầng dương của chúng ta, Yêu người bao nhiêu yêu nghề bấy nhiêu, Thanh niên trên công trường, Ca mừng Bác; hợp xướng: Ánh sáng Lê-nin.[30]